# Séries de divisions de la Ligue nationale de baseball 2015

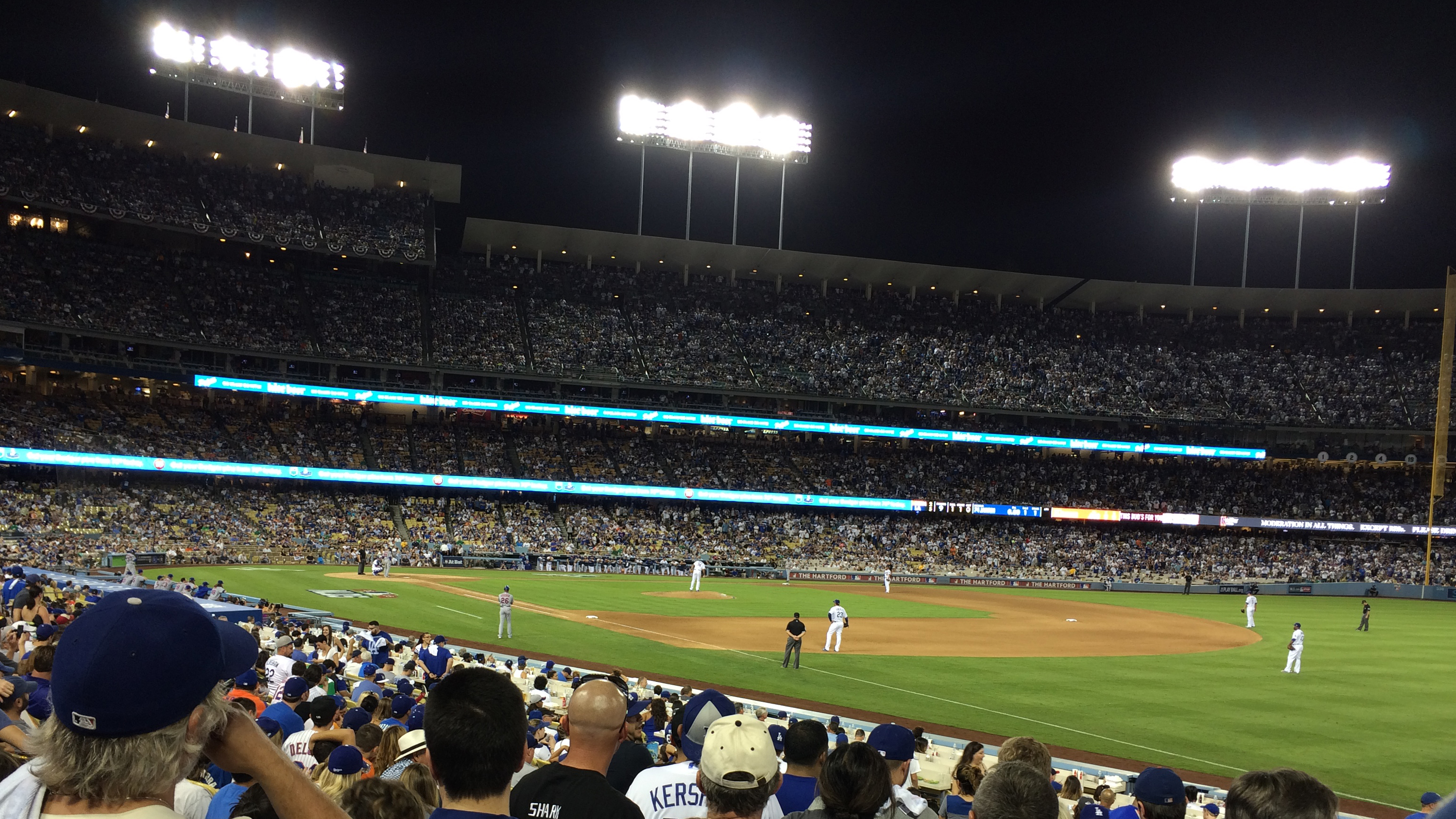
Deuxième match de la série entre les Dodgers et les Mets, le 10 octobre 2015 au Dodger Stadium de Los Angeles.

Les Séries de divisions de la Ligue nationale de baseball 2015 sont deux séries éliminatoires jouées dans la Ligue nationale de baseball, l'une des deux composantes des Ligues majeures de baseball. Elles sont jouées du vendredi 9 octobre au jeudi 15 octobre 2015.
Les Mets de New York l'emportent trois matchs à deux sur les Dodgers de Los Angeles et les Cubs de Chicago éliminent les Cardinals de Saint-Louis trois matchs à deux pour accéder à la Série de championnat 2015 de la Ligue nationale.

## Équipes en présence
Les Séries de divisions se jouent au meilleur de cinq parties et mettent aux prises les champions des trois divisions (Est, Centrale et Ouest) de la Ligue nationale, ainsi qu'un des deux clubs qualifiés comme meilleurs deuxièmes.
Les participants qualifiés comme champions de divisions seront connus à l'issue de la saison 2015 de la Ligue majeure de baseball, dont la conclusion est prévue pour le 4 octobre, et le quatrième participant sera connu après la tenue du match de meilleur deuxième opposant deux clubs qualifiés sans avoir terminé au premier rang de leur division.
Dans chaque série, la première équipe à remporter 3 victoires accède au tour éliminatoire suivant. L'équipe ayant conservé la meilleure fiche victoires-défaites en saison régulière a l'avantage du terrain et reçoit son adversaire lors des deux premiers matchs de la série, ainsi que lors du 5e affrontement, s'il s'avère nécessaire.

## Cubs de Chicago vs Cardinals de Saint-Louis
Dans la division la plus compétitive du baseball majeur en 2015, les Cardinals de Saint-Louis s'emparent seuls dès le 17 avril, au 9e jour de la saison régulière, du premier rang de la section Centrale de la Ligue nationale pour le conserver jusqu'à la fin. Leur total de 100 victoires, contre 62 défaites, est le meilleur des majeures et ces 10 succès de plus qu'en 2014 leur donnent leur meilleure performance depuis 2005. Mais la route vers un troisième titre de division en trois ans est ardue puisque les Cardinals, qui passent en éliminatoires pour une cinquième année de suite, ne gagnent que deux matchs de plus que leurs plus proches poursuivants, les Pirates de Pittsburgh.
Les Cubs de Chicago se qualifient pour les éliminatoires pour la première fois depuis 2008 malgré une troisième place dans la division Centrale de la Ligue nationale, leurs 97 victoires (contre 65 défaites) étant devancées de justesse par les 100 succès des Cardinals et les 98 des Pirates. La jeune équipe, dynamisée par l'entrée dans les majeures en 2015 de Kris Bryant, Addison Russell et Kyle Schwarber, gagne derrière leur nouveau gérant Joe Maddon 24 parties de plus que l'édition 2014 des Cubs, signe la première saison gagnante du club depuis 2009 et égale un total de victoires jamais vu à Chicago depuis 2008. Forcés de disputer à Pittsburgh le match de meilleur deuxième de la Ligue nationale, les Cubs obtiennent leur passage en Séries de divisions lorsque leur lanceur étoile Jake Arrieta blanchit les Pirates.
Les Cardinals et les Cubs entretiennent l'une des plus longues et des plus notoires rivalités du baseball, mais ont historiquement emprunté un chemin opposé : alors que Saint-Louis détient le record de la Ligue nationale de 11 conquêtes de la Série mondiale, les Cubs n'ont pas atteint la finale depuis 1945 et n'ont aucun titre depuis 1908. Octobre 2015 marque le premier rendez-vous de l'histoire entre les deux clubs en séries éliminatoires.
Durant la saison régulière 2015, 19 matchs ont été disputés entre les deux clubs, les Cardinals en remportant 11.

### Calendrier des rencontres
| Match | Date       | Visiteur                 | Hôte                     | Score |
| ----- | ---------- | ------------------------ | ------------------------ | ----- |
| 1     | 9 octobre  | Cubs de Chicago          | Cardinals de Saint-Louis | 0 - 4 |
| 2     | 10 octobre | Cubs de Chicago          | Cardinals de Saint-Louis | 6 - 3 |
| 3     | 12 octobre | Cardinals de Saint-Louis | Cubs de Chicago          | 6 - 8 |
| 4     | 13 octobre | Cardinals de Saint-Louis | Cubs de Chicago          | 4 - 6 |

### Match 1
Vendredi 9 octobre 2015 au Busch Stadium, Saint-Louis, Missouri.
| Cubs de Chicago | 0 | 0 | 0 | 0 | 0 | 0 | 0 | 0 | 0 | 0 | 3 | 0 |
| Cardinals de Saint-Louis | 1 | 0 | 0 | 0 | 0 | 0 | 0 | 3 | X | 4 | 6 | 0 |
| Lanceurs partants : CHI : Jon Lester STL : John Lackey Vic. : John Lackey (1-0) Déf. : Jon Lester (0-1) HRs: STL : Tommy Pham (1), Stephen Piscotty (1) |   |   |   |   |   |   |   |   |   |   |   |   |

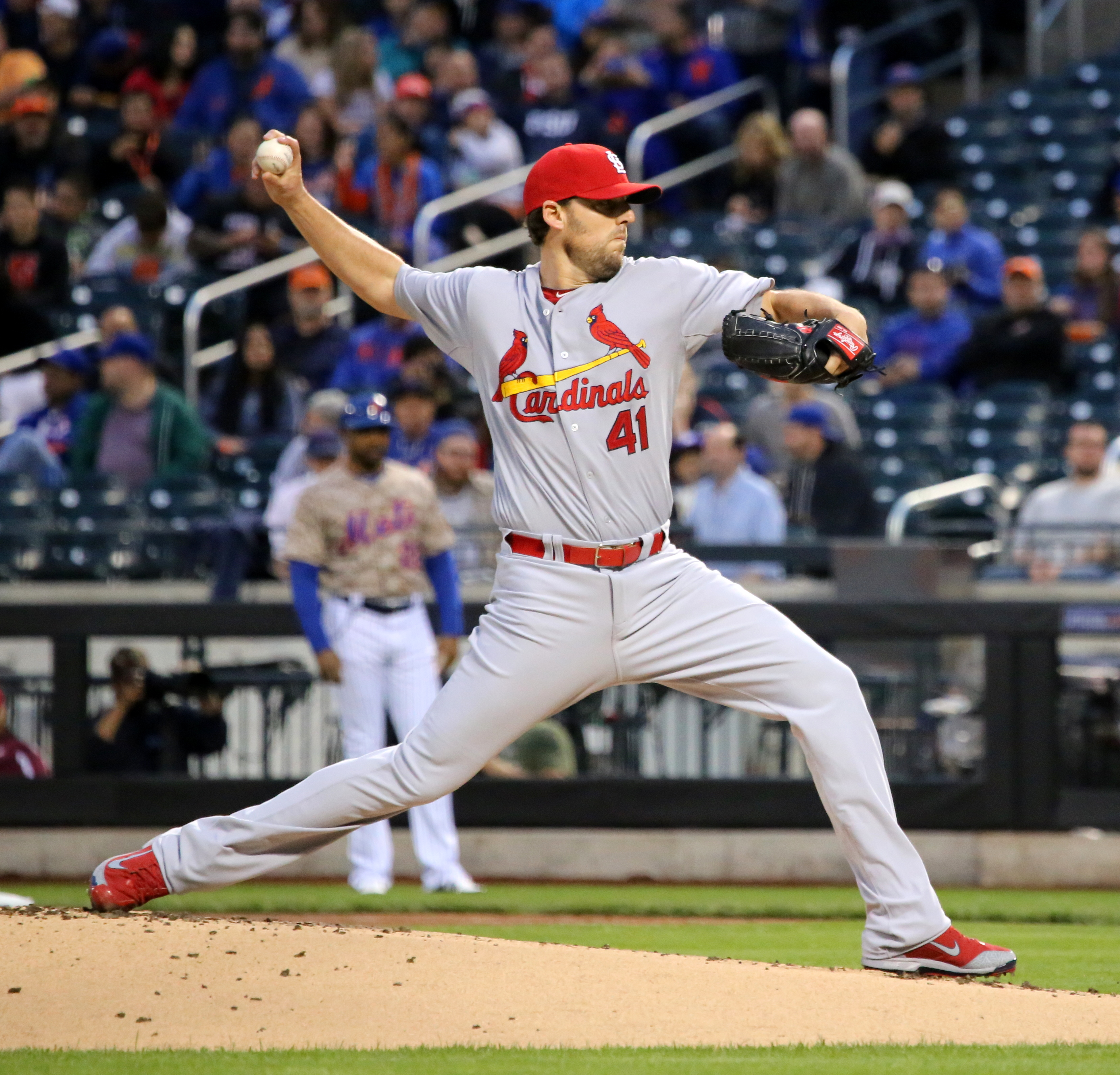
John Lackey.

Le match oppose deux vétérans lanceurs partants qui évoluaient ensemble en 2014 chez les Red Sox de Boston et ont remporté avec ce club la Série mondiale 2013 : le droitier John Lackey des Cardinals et le gaucher Jon Lester des Cubs. Lackey a le meilleur sur son vieil ami alors qu'il n'alloue que deux coups sûrs et blanchit Chicago en 7 manches et un tiers au monticule. Saint-Louis s'accroche à une avance de 1-0 après un point produit par Matt Holliday en première manche. En 8e manche, Tommy Pham et Stephen Piscotty frappent tour à tour des coups de circuits contre Lester, lanceur perdant malgré 9 retraits sur des prises, et son successeur Pedro Strop.

### Match 2
Samedi 10 octobre 2015 au Busch Stadium, Saint-Louis, Missouri.
| Cubs de Chicago | 0 | 5 | 1 | 0 | 0 | 0 | 0 | 0 | 0 | 6 | 6 | 0 |
| Cardinals de Saint-Louis | 1 | 0 | 0 | 0 | 2 | 0 | 0 | 0 | 0 | 3 | 6 | 2 |
| Lanceurs partants : CHI : Kyle Hendricks STL : Jaime García Vic. : Travis Wood (1-0) Déf. : Jaime García (0-1) Sauv. : Héctor Rondón (1) HRs : CHI : Jorge Soler (1) STL : Matt Carpenter (1), Kolten Wong (1), Randal Grichuk (1) |   |   |   |   |   |   |   |   |   |   |   |   |

Jorge Soler frappe un circuit de 3 points et les Cubs marquent 5 fois en deuxième manche, la dernière du lanceur partant des Cardinals Jaime García, puis ajoutent un point à la manche suivante. Saint-Louis claque trois circuits en solo contre Kyle Hendricks, retiré du match en 5e manche, mais les releveurs des Cubs blanchissent les Cardinals au cours des 4 manches et un tiers qui suivent pour préserver la victoire.

### Match 3
Lundi 12 octobre 2015 au Wrigley Field, Chicago, Illinois.
| Cardinals de Saint-Louis | 0 | 0 | 0 | 2 | 0 | 2 | 0 | 0 | 2 | 6 | 8  | 0 |
| Cubs de Chicago | 0 | 1 | 0 | 1 | 3 | 2 | 0 | 1 | X | 8 | 13 | 1 |
| Lanceurs partants : STL : Michael Wacha CHI : Jake Arrieta Vic. : Jake Arrieta (1-0) Déf. : Michael Wacha (0-1) HRs : STL : Jason Heyward (1), Stephen Piscotty (2) CHI : Kyle Schwarber (1), Starlin Castro (1), Kris Bryant (1), Anthony Rizzo (1), Jorge Soler (2), Dexter Fowler (1) |   |   |   |   |   |   |   |   |   |   |    |   |

Les Cubs battent un record des majeures en frappant 6 circuits dans un match éliminatoire, ceux de Kyle Schwarber, Starlin Castro, Kris Bryant, Anthony Rizzo, Jorge Soler et Dexter Fowler. Celui de Bryant en 5e manche est le 10e circuit des éliminatoires à être réussi par un joueur recrue, tous clubs confondus, un nouveau record.

### Match 4
Mardi 13 octobre 2015 au Wrigley Field, Chicago, Illinois.
| Cardinals de Saint-Louis | 2 | 0 | 0 | 0 | 0 | 2 | 0 | 0 | 0 | 4 | 8 | 0 |
| Cubs de Chicago | 0 | 4 | 0 | 0 | 0 | 1 | 1 | 0 | X | 6 | 8 | 1 |
| Lanceurs partants : STL : John Lackey CHI : Jason Hammel Vic. : Trevor Cahill (1-0) Déf. : Kevin Siegrist (0-1) Sauv. : Héctor Rondón (2) HRs : STL : Stephen Piscotty (3) CHI : Javier Báez (1), Anthony Rizzo (2), Kyle Schwarber (2) |   |   |   |   |   |   |   |   |   |   |   |   |

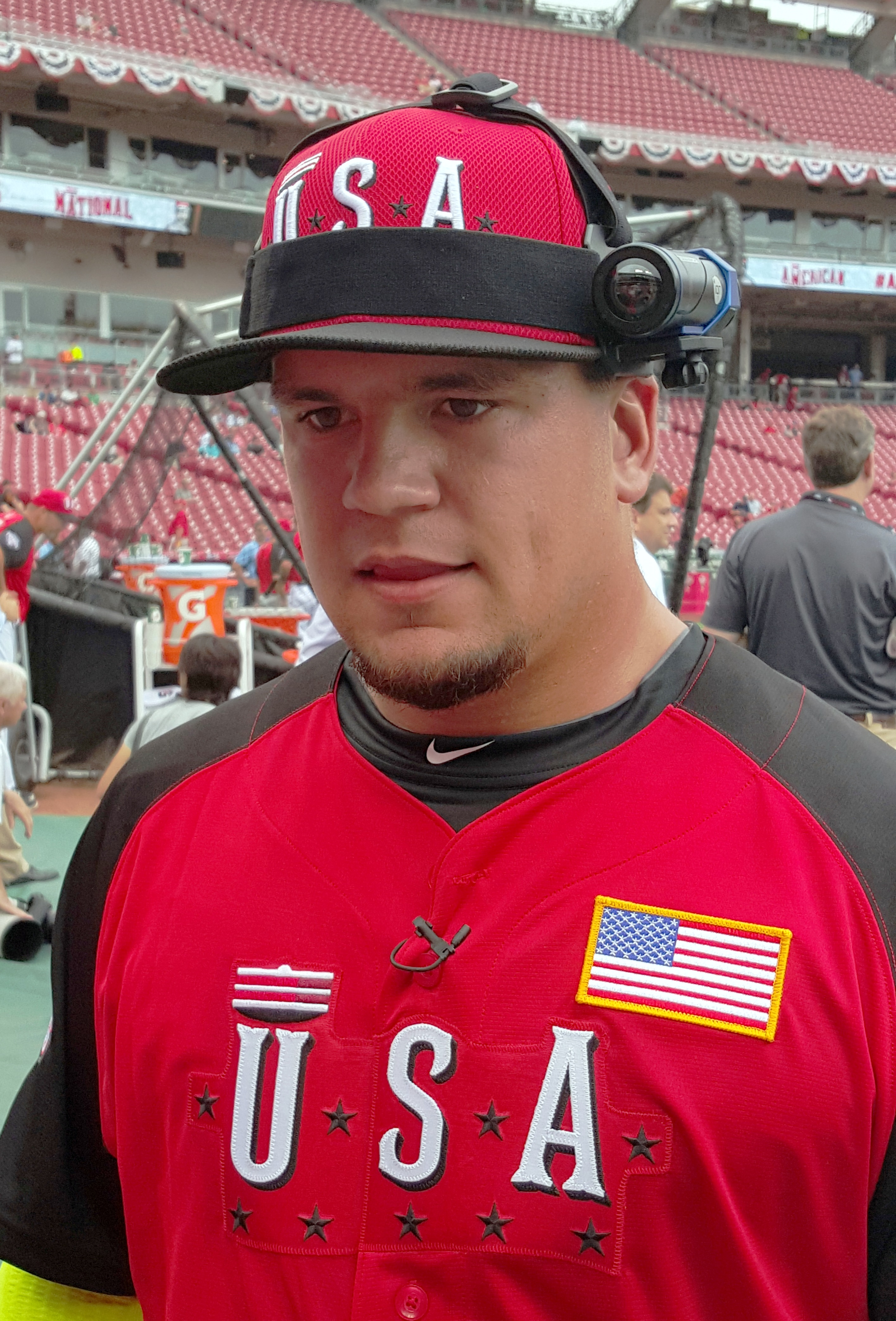
Kyle Schwarber.

Pour la première fois de leur histoire, les Cubs de Chicago remportent une série éliminatoire au Wrigley Field, le stade inauguré 101 ans plus tôt qui est leur domicile depuis 99 ans.
Les Cardinals prennent les devants 2-0 après seulement quatre lancers de Jason Hammel, à la suite du simple de Matt Carpenter et du circuit de Stephen Piscotty, son 3e en 4 matchs. Mais à la deuxième manche, les Cubs matraquent John Lackey, le vétéran lanceur qui n'avait pas lancé avec 3 jours de repos depuis 10 ans,. Avec deux coureurs sur les sentiers, le lanceur Hammel produit un point grâce à un coup sûr contre son opposant, puis Javier Báez enchaîne avec un circuit de 3 points qui porte la marque à 4-2 pour Chicago. Un double de Tony Cruz suivi d'un simple de Brandon Moss permettent aux Cardinals de créer l'égalité 4-4 en début de 6e manche, mais celle-ci est brisée par le circuit d'Anthony Rizzo en fin de 6e aux dépens de Kevin Siegrist.
Pour amorcer la fin de la 7e et porter le score à 6-4 en faveur de Chicago, Kyle Schwarber frappe contre Siegrist un retentissant circuit qui semble se perdre dans le lointain. Dans un premier temps, on pense que la balle est sortie du Wrigley Field. Des employés des Cubs arpentent plus tard l'avenue Waveland, derrière le stade, pour résoudre le mystère. Différentes hypothèses ayant été émises en ligne, un employé est chargé d'escalader le tableau d'affichage, où il découvre que la balle frappée par Schwarber s'est fichée sous le « i » du logo de Budweiser posé sur le dessus du tableau. Les Cubs décident de laisser la balle à cet endroit, protégée d'un boîtier de plexiglas, en guise de porte-bonheur. La balle est finalement retirée de cet endront l'hiver qui suit et entreposée en souvenir.

## Mets de New York vs Dodgers de Los Angeles
Les Dodgers de Los Angeles terminent en 2015 au premier rang de la division Ouest de la Ligue nationale pour la troisième année de suite, fait inédit dans leur histoire. Malgré deux défaites de plus que la saison précédente, leurs 92 victoires contre 70 revers sont largement suffisantes pour devancer les champions en titre du baseball majeur, les Giants de San Francisco, laissés 8 matchs derrière. Ils sont menés au monticule par deux des meilleurs lanceurs du baseball, candidats au trophée Cy Young, le gaucher Clayton Kershaw et le droitier Zack Greinke.
Également bien nantis au monticule avec les lanceurs Jacob deGrom, Matt Harvey et Noah Syndergaard, les Mets de New York voient une offensive anémique être revitalisée, par l'acquisition à la date limite des échanges du 31 juillet de Yoenis Céspedes. Avec 90 victoires contre 72 défaites, les Mets remportent 11 parties de plus qu'en 2014, signent une première saison gagnante depuis 2008, réalisent leur meilleure saison depuis 2006 et passent en éliminatoires pour la première fois depuis 2006. Ils détrônent les Nationals de Washington, laissés 7 matchs derrière, pour leur premier titre en 9 ans de la division Est de la Ligue nationale.
Les Dodgers et les Mets sont opposés en séries éliminatoires pour la troisième fois. En route vers la conquête de la Série mondiale 1988, les Dodgers avaient battu les Mets 4 matchs à 3 lors de la Série de championnat 1988 de la Ligue nationale. En 2006, New York avait gagné trois matchs sur 3 contre Los Angeles pour remporter une Série de divisions entre les deux clubs.
Durant la saison régulière 2015, les Mets ont remporté 4 des 7 affrontements programmés contre les Dodgers.

### Calendrier des rencontres
| Match | Date       | Visiteur               | Hôte                   | Score  |
| ----- | ---------- | ---------------------- | ---------------------- | ------ |
| 1     | 9 octobre  | Mets de New York       | Dodgers de Los Angeles | 3 - 1  |
| 2     | 10 octobre | Mets de New York       | Dodgers de Los Angeles | 2 - 5  |
| 3     | 12 octobre | Dodgers de Los Angeles | Mets de New York       | 7 - 13 |
| 4     | 13 octobre | Dodgers de Los Angeles | Mets de New York       | 3 - 1  |
| 5     | 15 octobre | Mets de New York       | Dodgers de Los Angeles | 3 - 2  |

### Match 1
Vendredi 9 octobre 2015 au Dodger Stadium, Los Angeles, Californie.
| Mets de New York | 0 | 0 | 0 | 1 | 0 | 0 | 2 | 0 | 0 | 3 | 5 | 0 |
| Dodgers de Los Angeles | 0 | 0 | 0 | 0 | 0 | 0 | 0 | 1 | 0 | 1 | 7 | 0 |
| Lanceurs partants : NYM : Jacob deGrom LAD : Clayton Kershaw Vic. : Jacob deGrom (1-0) Déf. : Clayton Kershaw (0-1) Sauv. : Jeurys Familia (1) HRs : NYM : Daniel Murphy (1) |   |   |   |   |   |   |   |   |   |   |   |   |

Pendant que le droitier Jacob deGrom, le lanceur partant pour New York, blanchit les Dodgers pendant 7 manches, le gaucher Clayton Kershaw n'accorde qu'un point aux Mets : un circuit à Daniel Murphy en 4e manche. Contre la relève des Dodgers, David Wright produit deux points avec un simple dans la victoire de 3-1 des Mets.
Jacob deGrom réussit 13 retraits sur des prises pour égaler le record des Mets en éliminatoires, établi en 1973 par Tom Seaver. C'est la première fois de l'histoire que deux lanceurs partants totalisent au moins 11 retraits sur des prises chacun dans un match éliminatoires, et les 24 réussis par Kershaw et deGrom représentent le second plus haut total de l'histoire en parties d'après-saison.

### Match 2
Samedi 10 octobre 2015 au Dodger Stadium, Los Angeles, Californie.
| Mets de New York | 0 | 2 | 0 | 0 | 0 | 0 | 0 | 0 | 0 | 2 | 5 | 0 |
| Dodgers de Los Angeles | 0 | 0 | 0 | 1 | 0 | 0 | 4 | 0 | X | 5 | 7 | 0 |
| Lanceurs partants : NYM : Noah Syndergaard LAD : Zack Greinke Vic. : Zack Greinke (1-0) Déf. : Noah Syndergaard (0-1) Sauv. : Kenley Jansen (1) HRs : NYM : Yoenis Céspedes (1), Michael Conforto (1) |   |   |   |   |   |   |   |   |   |   |   |   |

Une glissade controversée au deuxième but de Chase Utley, des Dodgers, dans une tentative réussie d'empêcher un double jeu empêche les Mets de sortir indemne de la 7e manche, ce qui ouvre la porte à une poussée de 4 points qui mène Los Angeles à une victoire de 5-2,. Jusque-là, les Mets avaient maintenu une avance, conséquente aux circuits frappés par Yoenis Céspedes et Michael Conforto en 2e manche contre Zack Greinke, et au brio de leur lanceur Noah Syndergaard. Après avoir réussi 9 retraits sur des prises, ce dernier quitte le match en 7e manche, immédiatement après avoir laissé deux coureurs atteindre les buts.

#### La glissade de Chase Utley
En 7e manche, Enrique Hernández et Chase Utley sont respectivement aux deuxième et premier buts pour Los Angeles. Howie Kendrick frappe une balle vers le joueur de deuxième but des Mets, Daniel Murphy. Ce dernier fait un court relais à son joueur d'arrêt-court, Rubén Tejada, pour retirer Chase Utley sur un jeu forcé au deuxième coussin et espérer compléter un double retrait en envoyant ensuite la balle au premier but pour devancer le frappeur. Utley effectue une glissade au deuxième but pour tenter de « briser » le double jeu en nuisant au joueur d'arrêt-court et le forçant à précipiter son relais. Mais Utley entre violemment en collision avec Tejada. Les deux joueurs font une chute brutale, et aucun d'entre eux ne touche même au deuxième coussin.

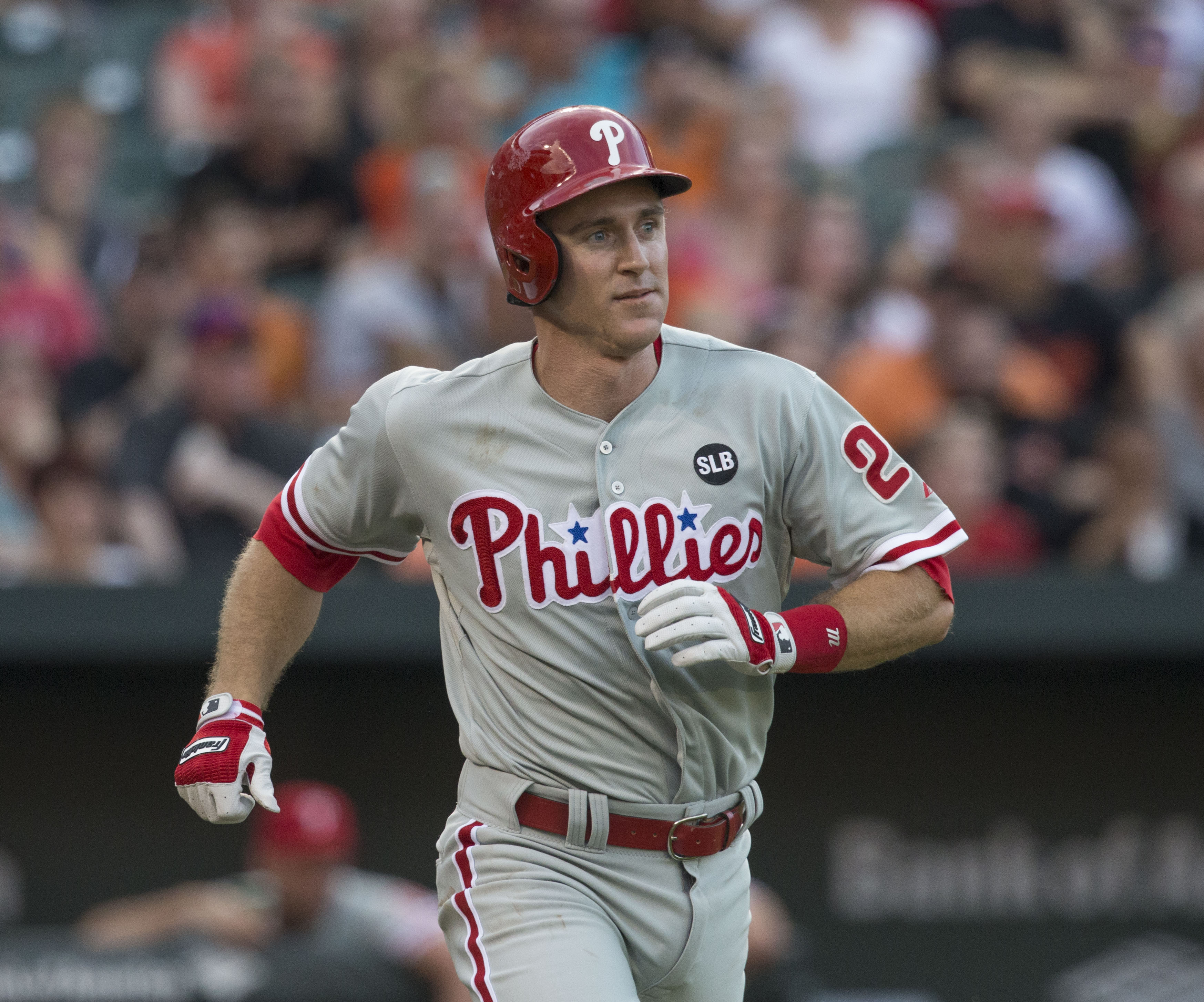
Chase Utley avec les Phillies de Philadelphie en 2015, avant d'être échangé aux Dodgers.

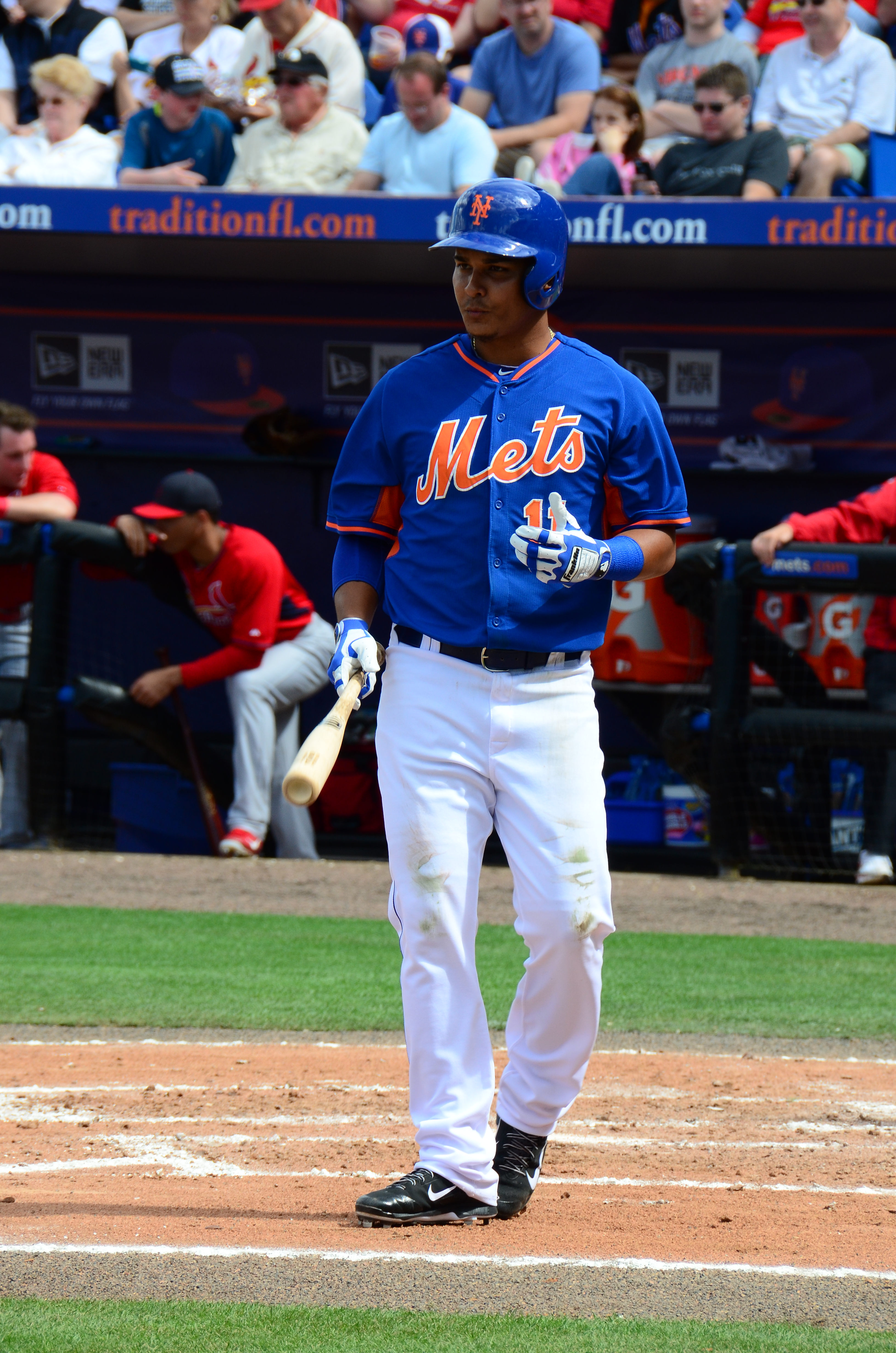
Rubén Tejada.

L'arbitre au deuxième but, Chris Guccione, déclare initialement Utley retiré, croyant que le relais de Murphy à Tejada avait devancé le coureur et que Tejada avait touché au coussin. Il ne juge cependant pas pertinent de déclarer Utley retiré pour interférence, une règle existante mais peu appliquée sur des jeux semblables. Or, il apparaît que Utley avait dévié de sa « ligne de course », c'est-à-dire qu'il glissait vers le joueur adverse et non le coussin, et qu'il a amorcé sa glissade alors qu'il y était pratiquement arrivé, ce qui semble indiquer une intention délibérée de frapper son adversaire.
Pour ajouter à la controverse, les règles encadrant l'arbitrage vidéo interdisent de défier certaines décisions des arbitres et demander une révision vidéo pour certaines situations de jeu, notamment celle du neighborhood play (littéralement : jeu « du voisinage » en français), qui décrit une situation où un joueur de deuxième but ou d'arrêt-court est dans le « voisinage » du deuxième coussin mais n'y touche pas dans sa hâte pour lancer au premier but et compléter un double jeu. Tejada n'ayant jamais touché au deuxième coussin, il s'agit donc d'un neighborhood play, qui ne peut être soumis à une révision par vidéo. Néanmoins, les arbitres jugent le contraire et acquiescent à la demande du gérant des Dodgers, Don Mattingly, de faire appel aux arbitres de la salle vidéo à New York, sous le prétexte que Tejada n'a pas touché au but. Ceux-ci renversent l'appel initial de Chris Guccione, et déclarent Utley sauf sur ce jeu inusité, ou aucun des joueurs impliqués ne touche au but. Si les Mets avaient eu la précaution d'appliquer la balle sur Utley, il aurait pu être déclaré retiré, mais Tejada, qui avait possession de la balle, se trouvait au sol, la jambe fracturée.
S'il les arbitres avaient appliqué la règle, existante mais peu employée, et jugé que Utley avait commis de l'interférence (ou obstruction) à l'endroit de Tejada, la manche aurait été terminée et Los Angeles n'aurait pu marquer 4 points. En effet, le règlement stipule que le coureur fautif est retiré, ainsi que le coureur se trouvant le plus près du marbre. Il en aurait découlé un double jeu, pour les deuxième et troisième retraits de cette manche, ce qui aurait mis fin au tour au bâton des Dodgers et préservé le score de 2-1 en faveur des Mets.
Rubén Tejada est immédiatement retiré du match et transporté à l'hôpital, où il est traité pour une fracture de la fibula de la jambe droite. Les Dodgers viennent de créer l'égalité, 2-2, puisque Enrique Hernández, qui se trouvait au premier but lorsque la balle fut frappée, marque un point. Le releveur Addison Reed entre dans le match pour New York et, après avoir réussi un deuxième retrait, accorde des doubles à Adrian Gonzalez et Justin Turner, le premier faisant compter deux points et le second produisant le dernier de la victoire de 5-2 des Dodgers.

#### Réactions
Joe Torre, du bureau du commissaire du baseball, se dit « préoccupé » de la glissade de Chase Utley, qu'il juge avoir été amorcée « en retard », c'est-à-dire amorcée plus tard que des glissades similaires en des circonstances semblables. Il indique que la séquence de jeu est étudiée pour déterminer s'il y a lieu d'imposer des sanctions contre Utley.
La blessure subie par Tejada relance un débat,,,,, déjà existant sur les collisions provoquées délibérément par les coureurs et sur la sécurité des joueurs de champ intérieur, déjà l'objet de discussions en septembre précédent, lors de la blessure subie par Jung-ho Kang de Pittsburgh à la suite d'une collision avec Chris Coghlan de Chicago,,.
Quant à Utley, il fait l'objet de quelques éloges (Cal Ripken, Mark Mulder, Shane Victorino), mais la dangerosité de son geste attire un très grand nombre de critiques provenant de joueurs et d'anciens joueurs tels Pedro Martinez,, Dusty Baker, Alex Cora, José Molina, Dalton Pompey, José Reyes et Gary Sheffield. Le joueur Justin Upton fait réagir Joe Torre en déclarant que l'attitude de la ligue serait différente si le joueur blessé avait été un joueur vedette tel Troy Tulowitzki.
Le 11 octobre, au lendemain du match, Chase Utley est suspendu par la MLB pour deux matchs, ce qui doit en principe l'empêcher de disputer les deux rencontres à New York avant le renvoi possible de la série à Los Angeles pour un ultime duel. Le joueur désire cependant porter sa cause en appel, comme il lui est permis. Le baseball majeur espère entendre l'appel le jour même du 3e match de la série mais en est incapable. Par conséquent, Utley est disponible pour jouer pour les Dodgers le 12 octobre à New York.

### Match 3
Lundi 12 octobre 2015 à Citi Field, New York, New York.
| Dodgers de Los Angeles | 0 | 3 | 0 | 0 | 0 | 0 | 1 | 0 | 3 | 7  | 13 | 0 |
| Mets de New York | 0 | 4 | 2 | 4 | 0 | 0 | 3 | 0 | X | 13 | 13 | 1 |
| Lanceurs partants : LAD : Brett Anderson NYM : Matt Harvey Vic. : Matt Harvey (1-0) Déf. : Brett Anderson (0-1) HRs : LAD : Adrian Gonzalez (1), Howie Kendrick (1) NYM : Travis d'Arnaud (1), Yoenis Céspedes (2) |   |   |   |   |   |   |   |   |   |    |    |   |

Dans le tout premier match éliminatoire à être disputé à Citi Field, stade inauguré en 2009, les Mets répondent à la controverse du second match avec une production offensive sans précédent. Dans une victoire de 13-7, ils établissent leur nouveau record de franchise pour le nombre de points marqués dans un match éliminatoire, dépassant les 12 inscrits dans le 4e duel de la Série de championnat 2006 contre Saint-Louis.
Avec deux doubles, Curtis Granderson égale le record des Mets de 5 points produits en éliminatoires, établi par Carlos Delgado dans le même match de 2006 contre Saint-Louis. Yoenis Céspedes frappe un circuit de 3 points pour New York et Travis d'Arnaud un bon pour deux points.
Chase Utley est copieusement hué lors de la présentation des joueurs qui précède le début de la rencontre. Bien qu'autorisé à jouer, il n'apparaît pas dans le match, ni d'ailleurs dans le suivant, malgré les cris des partisans qui scandent « We want Utley » et « Where is Utley? » (« Nous voulons Utley » et « Où est Utley ? ») tout au long de la soirée.

### Match 4
Mardi 13 octobre 2015 à Citi Field, New York, New York.
| Dodgers de Los Angeles | 0 | 0 | 3 | 0 | 0 | 0 | 0 | 0 | 0 | 3 | 7 | 0 |
| Mets de New York | 0 | 0 | 0 | 1 | 0 | 0 | 0 | 0 | 0 | 1 | 3 | 0 |
| Lanceurs partants : LAD : Clayton Kershaw NYM : Steven Matz Vic. : Clayton Kershaw (1-1) Déf. : Steven Matz (0-1) Sauv. : Kenley Jansen (2) HRs: NYM : Daniel Murphy (2) |   |   |   |   |   |   |   |   |   |   |   |   |

Clayton Kershaw retire 8 frappeurs des Mets sur des prises et les limite à 3 coups sûrs en 7 manches dans une victoire de 3-1. Il initie avec un simple une 3e manche de 3 points des Dodgers, couronnée par le double de deux points de Justin Turner. La seule réplique des Mets vient du circuit de Daniel Murphy en 4e manche.

### Match 5
Jeudi 15 octobre 2015 au Dodger Stadium, Los Angeles, Californie.
| Mets de New York | 0 | 0 | 0 | 0 | 0 | 0 | 0 | 0 | 0 | 3 | 7 | 1 |
| Dodgers de Los Angeles | 0 | 0 | 0 | 0 | 0 | 0 | 0 | 0 | 0 | 2 | 6 | 1 |
| Lanceurs partants : NYM : Jacob deGrom LAD : Zack Greinke Vic. : Jacob deGrom (2-0) Déf. : Zack Greinke (1-1) Sauv. : Jeurys Familia (2) HRs : NYM : Daniel Murphy (3) |   |   |   |   |   |   |   |   |   |   |   |   |

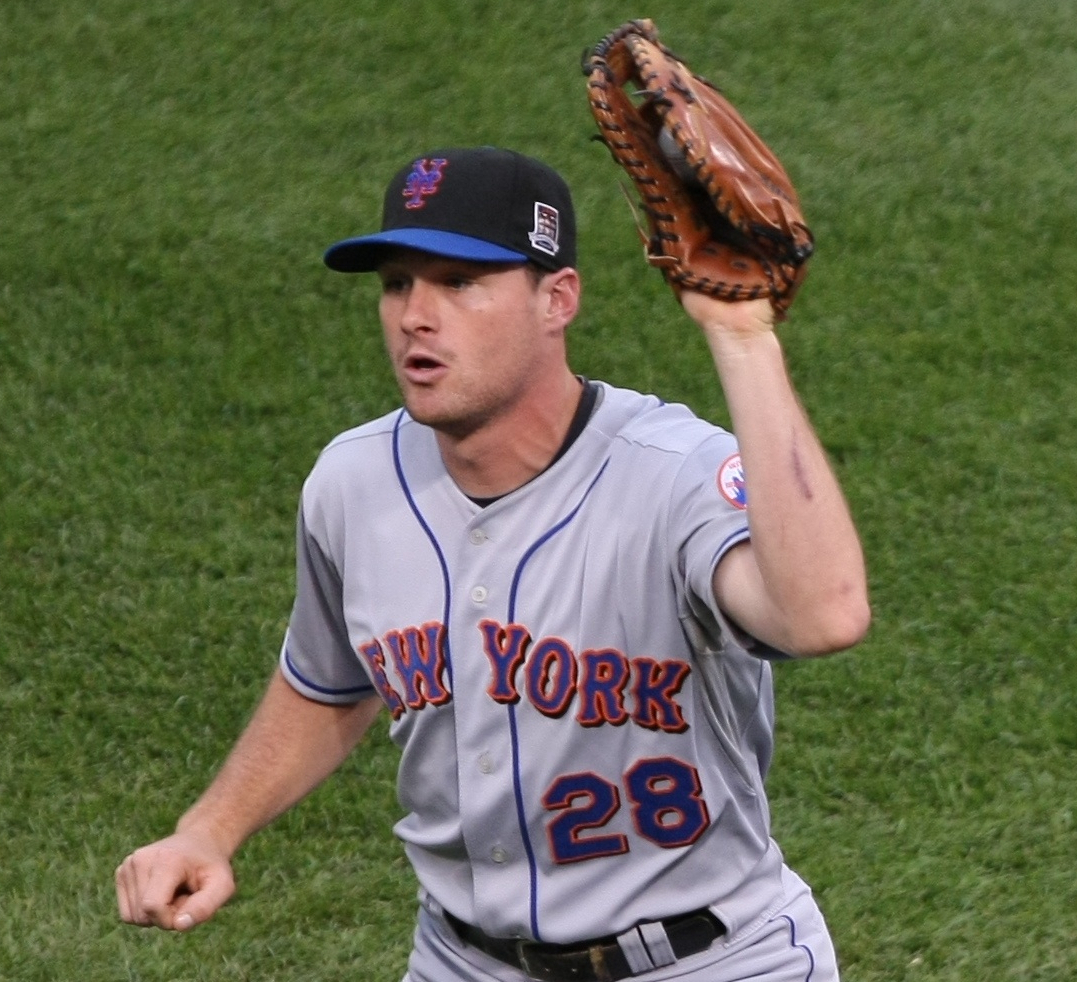
Daniel Murphy.

Daniel Murphy, des Mets, termine cette Série de divisions avec une moyenne au bâton de ,333 et 3 coups de circuits réussis contre Clayton Kershaw ou Zack Greinke. Dans ce 5e match, Murphy produit le premier point des Mets, vole le troisième but en quatrième manche, puis frappe en sixième manche contre Greinke le circuit qui fait gagner New York, 3-2.
Pendant que Greinke écope de la défaite malgré 9 retraits sur des prises en 6 manches et deux tiers lancées, le lanceur partant des Mets, Jacob deGrom remporte sa deuxième victoire de la série. Il laisse des coureurs des Dodgers atteindre les buts lors de chacune des 5 premières manches, mais s'en tire avec deux points alloués et réussit 7 retraits sur des prises en 6 manches. Noah Syndergaard, habituellement partant, lance en relève pour la première fois de sa carrière et blanchit Los Angeles en 7e manche. Jeurys Familia lance les 8e et 9e pour réaliser le premier sauvetage de 6 retraits de sa carrière. Il est le premier releveur des Mets à protéger une victoire de cette manière depuis Jesse Orosco lors du dernier match de la Série mondiale 1986.